# 쓰루기정 (이시카와현)
쓰루기정(鶴来町)은 이시카와현 이시카와군에 놓여졌던 정이다. 가나자와시의 남쪽 교외에 있어, 2000년 국세조사에 있어서의 가나자와시의 통근율은 29.7%였다.
2005년 2월 1일, 노노이치정을 제외한 이시카와군을 구성하는 정촌 및 인접한 맛토시와 합병하여 하쿠산시가 발족하면서 쓰루기정은 폐지되었다.

## 역사
- 1889년 4월 1일 - 정촌제 시행과 함께 이시카와군 쓰루기정이 성립하였다.
- 1954년 11월 1일 (구) 쓰루기정, 이치노미야, 구라야마촌 하야시촌, 다테하타촌의 1정 4촌을 합병해 새로운 쓰루기정이 되었다.
- 2005년 2월 1일 - 이시카와 군(石川郡) 마카와 정(美川町), 가와치 촌(河内村), 요시노다니 촌(吉野谷村), 도리고에 촌(鳥越村), 오구치 촌(尾口村), 시라미네 촌(白峰村)과 합병해 하쿠산시가 성립하였다, 동일 쓰루기정은 폐지되었다.

## 교통

### 철도
- 호쿠리쿠 철도 이시카와 선

### 도로
- 국도 157호선
- 국도 157호선 쓰루기 나들목